# Maryam Rajavi
Maryam Rajavi (persa: مریم رجوی)  (Teheran, 4 de desembre de 1953) és la presidenta del Consell Nacional de Resistència Iraniana, dirigent de la campanya de resistència contra l'actual República Islàmica de l'Iran.

## Biografia
Maryam Radjavi nasqué el 4 de desembre del 1953 a Teheran. Estudià enginyeria metal·lúrgica en la Sharif University of Technology de Teheran. En la dècada dels 1970 fou dirigent del moviment estudiantil de la universitat, una figura reconeguda en la Secció Social del Moviment de l'Organització de Mujahedin de l'Iran.
El 1985 es casà amb Massoud Radjavi, excandidat a la presidència de l'Iran.
Tenen un fill, Mostafa, i una filla, Achraf.

## Trajectòria
El 1982 hagué d'exiliar-se a l'estat francès per la seua oposició al règim iranià, que ja havia torturat i assassinat una de les seues germanes. El 1989 fou elegida secretària general de l'Organització de Mujahedin. El 10 d'agost del 1993 fou presidenta del Consell Nacional de Resistència Iraniana -el Parlament de la Resistència Iraniana-, que la va triar com a futura presidenta de l'Iran durant el període de transició després de la caiguda dels Mullahs. Ella lluita contra el fonamentalisme religiós i afirma que l'islam és una religió de pau.
El 2013 edità Les Femmes contre l'intégrisme, en què relata l'experiència de les dones de la resistència de l'Iran en la seua lluita contra el fonamentalisme religiós.